# Campionat d'Europa d'atletisme de 1990
El Campionat d'Europa d'atletisme de 1990 fou la quinzena edició del Campionat d'Europa d'atletisme organitzat sota la supervisió de l'Associació Europea d'Atletisme. La competició es dugué a terme entre els dies 26 d'agost i 2 de setembre de 1990 a l'Estadi Poljud de Split (en aquells moments República Federal Socialista de Iugoslàvia i actualment Croàcia).
Aquesta fou la darrera participació de l'Alemanya Oriental, que seria integrada dins l'equip unificat d'Alemanya, així com de la Unió Soviètica, Txecoslovàquia i la pròpia República Federal Socialista de Iugoslàvia.

## Medallistes

### Categoria masculina
| Prova                   | Or                                                                               | Or         | Plata                                                                      | Plata    | Bronze                                                            | Bronze   |
| 100 metres              | Linford Christie · Great Britain                                                 | 10.00      | Daniel Sangouma · França                                                   | 10.04    | John Regis · Great Britain                                        | 10.07    |
| 200 metres              | John Regis · Great Britain                                                       | 20.11      | Jean-Charles Trouabal · França                                             | 20.31    | Linford Christie · Great Britain                                  | 20.33    |
| 400 metres              | Roger Black · Great Britain                                                      | 45.08      | Thomas Schönlebe · RDA                                                     | 45.13    | Jens Carlowitz · RDA                                              | 45.27    |
| 800 metres              | Tom McKean · Great Britain                                                       | 1:44.76    | David Sharpe · Great Britain                                               | 1:45.59  | Piotr Piekarski · Polònia                                         | 1:45.76  |
| 1500 metres             | Jens-Peter Herold · RDA                                                          | 3:38.25    | Gennaro Di Napoli · Itàlia                                                 | 3:38.60  | Mário Silva · Portugal                                            | 3:38.73  |
| 5000 metres             | Salvatore Antibo · Itàlia                                                        | 13:22.00   | Gary Staines · Great Britain                                               | 13:22.45 | Sławomir Majusiak · Polònia                                       | 13:22.92 |
| 10.000 metres           | Salvatore Antibo · Itàlia                                                        | 27:41.27   | Are Nakkim · Noruega                                                       | 28:04.04 | Stefano Mei · Itàlia                                              | 28:04.46 |
| 110 m. tanques          | Colin Jackson · Great Britain                                                    | 13.18      | Tony Jarrett · Great Britain                                               | 13.21    | Dietmar Koszewski · RFA                                           | 13.50    |
| 400 m. tanques          | Kriss Akabusi · Great Britain                                                    | 47.92      | Sven Nylander · Suècia                                                     | 48.43    | Niklas Wallenlind · Suècia                                        | 48.52    |
| 3000 m. obstacles       | Francesco Panetta · Itàlia                                                       | 8:12.66    | Mark Rowland · Great Britain                                               | 8:13.27  | Alessandro Lambruschini · Itàlia                                  | 8:15.82  |
| relleus 4x100 m. llisos | FrançaMax Morinière · Daniel Sangouma · Jean-Charles Trouabal · Bruno Marie-Rose | 37.79 (WR) | Regne UnitDarren Braithwaite · John Regis · Marcus Adam · Linford Christie | 37.98    | ItàliaMario Longo · Ezio Madonia · Sandro Floris · Stefano Tilli  | 38.39    |
| relleus 4x400 m. llisos | Regne UnitPaul Sanders · Kriss Akabusi · John Regis · Roger Black                | 2:58.22    | RFAKlaus Just · Edgar Itt · Carsten Köhrbrück · Norbert Dobeleit           | 3:00.64  | RDARico Lieder · Karsten Just · Thomas Schönlebe · Jens Carlowitz | 3:01.51  |
| Marató                  | Gelindo Bordin · Itàlia                                                          | 2:14:02    | Gianni Poli · Itàlia                                                       | 2:14:55  | Dominique Chauvelier · França                                     | 2:15:20  |
| 20 km. marxa            | Pavol Blažek · Czechoslovakia                                                    | 1:22:05    | Daniel Plaza · Espanya                                                     | 1:22:22  | Thierry Toutain · França                                          | 1:23:22  |
| 50 km. marxa            | Andrey Perlov · Soviet Union                                                     | 3:54:36    | Bernd Gummelt · RDA                                                        | 3:56:33  | Hartwig Gauder · RDA                                              | 4:00:48  |
| Salt d'alçada           | Dragutin Topić · Yugoslavia                                                      | 2.34       | Aleksey Yemelin · Soviet Union                                             | 2.34     | Georgi Dakov · Bulgaria                                           | 2.34     |
| Salt amb perxa          | Radion Gataullin · Soviet Union                                                  | 5.85       | Grigori Iegorov · Soviet Union                                             | 5.75     | Hermann Fehringer · Àustria                                       | 5.75     |
| Salt de llargada        | Dietmar Haaf · RFA                                                               | 8.25       | Ángel Hernández · Espanya                                                  | 8.15     | Borut Bilač · Yugoslavia                                          | 8.09     |
| Triple salt             | Leonid Voloshin · Soviet Union                                                   | 17.74      | Khristo Markov · Bulgaria                                                  | 17.43    | Igor Lapshin · Soviet Union                                       | 17.34    |
| Llançament de pes       | Ulf Timmermann · RDA                                                             | 21.32      | Oliver-Sven Buder · RDA                                                    | 21.01    | Georg Andersen · Noruega                                          | 20.71    |
| Llançament de disc      | Jürgen Schult · RDA                                                              | 64.58      | Erik de Bruin · Països Baixos                                              | 64.46    | Wolfgang Schmidt · RFA                                            | 64.10    |
| Llançament de javelina  | Steve Backley · Great Britain                                                    | 87.30      | Viktor Zaitsev · Soviet Union                                              | 83.30    | Patrik Bodén · Suècia                                             | 82.66    |
| Llançament de martell   | Igor Astapkovich · Soviet Union                                                  | 84.14      | Tibor Gécsek · Hongria                                                     | 80.14    | Igor Nikulin · Soviet Union                                       | 80.02    |
| Decatló                 | Christian Plaziat · França                                                       | 8.574      | Dezső Szabó · Hongria                                                      | 8.436    | Christian Schenk · RDA                                            | 8.433    |

### Categoria femenina
| Prova                  | Or                                                                  | Or       | Plata                                                                                       | Plata    | Bronze                                                                       | Bronze   |
| 100 m                  | Katrin Krabbe · RDA                                                 | 10.89 CR | Silke Möller · RDA                                                                          | 11.10    | Kerstin Behrendt · RDA                                                       | 11.17    |
| 200 m                  | Katrin Krabbe · RDA                                                 | 21.95    | Heike Drechsler · RDA                                                                       | 22.19    | Galina Malchugina · Soviet Union                                             | 22.23    |
| 400 m                  | Grit Breuer · RDA                                                   | 49.50    | Petra Schersing · RDA                                                                       | 50.51    | Marie-José Pérec · França                                                    | 50.84    |
| 800 m                  | Sigrun Wodars · RDA                                                 | 1:55.87  | Christine Wachtel · RDA                                                                     | 1:56.11  | Liliya Nurutdinova · Soviet Union                                            | 1:57.39  |
| 1500 m                 | Snežana Pajkić · Yugoslavia                                         | 4:08.12  | Ellen Kiessling · RDA                                                                       | 4:08.67  | Sandra Gasser · Suïssa                                                       | 4:08.89  |
| 3000 m                 | Yvonne Murray · Great Britain                                       | 8:43.06  | Yelena Romanova · Soviet Union                                                              | 8:43.68  | Roberta Brunet · Itàlia                                                      | 8:46.19  |
| 10.000 m               | Yelena Romanova · Soviet Union                                      | 31:46.83 | Kathrin Ullrich · RDA                                                                       | 31:47.70 | Annette Sergent · França                                                     | 31:51.68 |
| 100 m. tanques         | Monique Ewanje-Epée · França                                        | 12.79    | Gloria Siebert · RDA                                                                        | 12.91    | Lidiya Yurkova · Soviet Union                                                | 12.92    |
| 400 m. tanques         | Tatyana Ledovskaya · Soviet Union                                   | 53.62    | Anita Protti · Suïssa                                                                       | 54.36    | Monica Westén · Suècia                                                       | 54.75    |
| Marató                 | Rosa Mota · Portugal                                                | 2: 31:27 | Valentina Yegorova · Soviet Union                                                           | 2: 31:32 | Maria Rebelo · França                                                        | 2: 35:51 |
| relleus 4×100 m llisos | RDASilke Möller · Katrin Krabbe · Kerstin Behrendt · Sabine Günther | 41.68    | RFAGabi Lippe · Ulrike Sarvari · Andrea Thomas · Silke Knoll                                | 43.09    | Regne UnitStephanie Douglas · Beverly Kinch · Simone Jacobs · Paula Thomas   | 43.32    |
| relleus 4×400 m llisos | RDAManuela Derr · Annett Hesselbarth · Petra Müller · Grit Breuer   | 3:21.02  | Unió SovièticaYelena Vinogradova · Lyudmila Dzhigalova · Tatyana Ledovskaya · Yelena Ruzina | 3:23.34  | Regne UnitSally Gunnell · Jennifer Stoute · Patricia Beckford · Linda Keough | 3:24.78  |
| 10 km. marxa           | Annarita Sidoti · Itàlia                                            | 44:00    | Olga Kardopoltseva · Soviet Union                                                           | 44:06    | Ileana Salvador · Itàlia                                                     | 44:38    |
| Salt de llargada       | Heike Drechsler · RDA                                               | 7.30     | Marieta Ilcu · Romania                                                                      | 7.02     | Helga Radtke · RDA                                                           | 6.94     |
| Salt d'alçada          | Heike Henkel · RFA                                                  | 1.99     | Biljana Petrović · Yugoslavia                                                               | 1.96     | Yelena Yelesina · Soviet Union                                               | 1.96     |
| Llançament de pes      | Astrid Kumbernuss · RDA                                             | 20.38    | Natalya Lisovskaya · Soviet Union                                                           | 20.06    | Kathrin Neimke · RDA                                                         | 19.96    |
| Llançament de disc     | Ilke Wyludda · RDA                                                  | 68.46    | Olga Burova · Soviet Union                                                                  | 66.72    | Martina Hellmann · RDA                                                       | 66.66    |
| Llançament de javelina | Päivi Alafrantti · Finlàndia                                        | 67.68    | Karen Forkel · RDA                                                                          | 67.56    | Petra Felke · RDA                                                            | 66.56    |
| Heptatló               | Sabine Braun · RFA                                                  | 6688     | Heike Tischler · RDA                                                                        | 6572     | Peggy Beer · RDA                                                             | 6531     |

## Medaller
Seu
| Posició | País           | Or | Plata | Bronze | Total |
| 1       | East Germany   | 12 | 12    | 10     | 34    |
| 2       | Great Britain  | 9  | 5     | 4      | 18    |
| 3       | Soviet Union   | 6  | 9     | 6      | 21    |
| 4       | Itàlia         | 5  | 2     | 5      | 12    |
| 5       | França         | 3  | 2     | 5      | 10    |
| 6       | West Germany   | 3  | 2     | 2      | 7     |
| 7       | Yugoslavia     | 2  | 1     | 1      | 4     |
| 8       | Portugal       | 1  | 0     | 1      | 2     |
| 9       | Finlàndia      | 1  | 0     | 0      | 1     |
| 9       | Czechoslovakia | 1  | 0     | 0      | 1     |
| 11      | Hongria        | 0  | 2     | 0      | 2     |
| 11      | Espanya        | 0  | 2     | 0      | 2     |
| 13      | Suècia         | 0  | 1     | 3      | 4     |
| 14      | Bulgaria       | 0  | 1     | 1      | 2     |
| 14      | Noruega        | 0  | 1     | 1      | 2     |
| 14      | Suïssa         | 0  | 1     | 1      | 2     |
| 17      | Països Baixos  | 0  | 1     | 0      | 1     |
| 17      | Romania        | 0  | 1     | 0      | 1     |
| 19      | Polònia        | 0  | 0     | 2      | 2     |
| 20      | Àustria        | 0  | 0     | 1      | 1     |
|         | Total          | 43 | 43    | 43     | 129   |

## Participants
Hi participaren un total de 952 atletes de 33 nacions diferents.
| - Albània (2) - Alemanya Occidental (68) - Alemanya Oriental (67) - Àustria (11) - Bèlgica (19) - Bulgària (20) - Dinamarca (7) - Espanya (60) - Finlàndia (45) | - França (67) - Grècia (11) - Hongria (32) - Islàndia (6) - Irlanda (14) - Israel (3) - Itàlia (61) - Iugoslàvia (45) | - Liechtenstein (2) - Luxemburg (1) - Noruega (18) - Països Baixos (17) - Polònia (18) - Portugal (32) - Regne Unit (95) - Malta (1) | - Romania (21) - San Marino (1) - Suècia (25) - Suïssa (18) - Turquia (8) - Txecoslovàquia (17) - Unió Soviètica (97) - Xipre (4) |